# Adolf Vogl (Komponist)

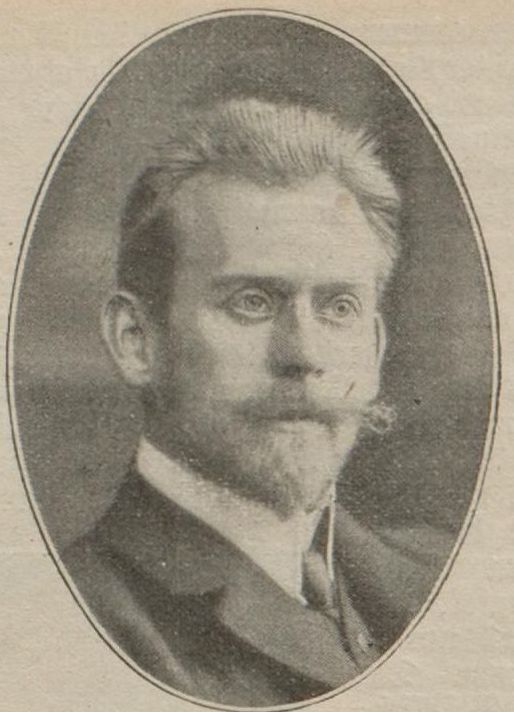
Adolf Vogl, um 1909

Adolf Vogl (* 18. Dezember 1873 in München; † 2. Februar 1961 in München) war ein deutscher Komponist und Musikschriftsteller. 

## Leben
Vogl wurde als Sohn des Wagner-Sängerpaares Heinrich und Therese Vogl geboren. In der geistigen und musikalischen Bayreuth-Atmosphäre groß geworden schlug er nach dem Besuch eines Münchener Gymnasiums und der musikalischen Ausbildung durch den Hofmusiker Hailer als junger Mann eine Laufbahn als Komponist und Kapellmeister ein. Nach Engagements als Kapellmeister in Trier, Saarbrücken, St. Gallen und Bern kehrte er nach München zurück. Unter dem Einfluss seines Mentors Hermann Levi vertiefte er sich im Besonderen in das Werk Richard Wagners, zu dessen besten Kennern er schließlich gerechnet wurde.
Einen größeren Erfolg konnte Vogl 1904 verbuchen, als sein in Indien spielendes dreiaktiges Musikdrama Maja im Stuttgarter Hoftheater uraufgeführt wurde.
Am 6. April 1920 trat Vogl in die damalige Deutsche Arbeiterpartei ein, in der er die Mitgliedsnummer 940 erhielt und in der auch nach Umbenennung in Nationalsozialistische Deutsche Arbeiterpartei (NSDAP) blieb. Durch den Schriftsteller Dietrich Eckart – dessen Lorenzaccio er vertonte – kam Vogl in Kontakt zu Adolf Hitler, der bis 1929 in seinem Haus verkehrte. Obwohl Vogl der NSDAP nach ihrer Neugründung 1925 nicht wieder beitrat, wählte Hitler ihn als Musiklehrer für seine Nichte Geli Raubal aus.
1933 wurde Vogl kurzzeitig im Gefängnis Stadelheim inhaftiert. Nach seiner Freilassung lebte er in wirtschaftlich desolaten Verhältnissen in München.

## Werke
- Tristan und Isolde. Briefe an eine deutsche Bühnenkünstlerin, 1913.
- Parsifal, Tiefe Schau in die Mysterien des Bühnenweihfestspiels, München 1914.
- Berta Morena und ihre Kunst. Zweiunddreissig Gedenkblätter aus dem Leben der Künstlerin, mit einer psychologischen Betrachtung ihrer Persönlichkeit, 1919.
- Lorenzaccio. Tragödie in fünf Aufzügen von D.E., Musik von Adolf Vogl. Partitur jür großes Orchester. Als Manuskript opalographisch vervielfältigt, München 1922.
- Die Heirat wider Willen: Lustspieloper in drei Aufzügen frei nach A. Dumas, 1935. (gemeinsame Bearbeitung der Oper von Engelbert Humperdinck mit dessen Sohn Wolfram Humperdinck)
- Die Verdammten. Oper in 1 Aufzug, 1934. (zusammen mit Hanns von Gumppenberg)